# Шехерџик
Шехерџик је насељено место у Босни и Херцеговини у општини Доњи Вакуф. Административно припада Федерацији Босне и Херцеговине, односно њеном Средњобосанском кантону. Према попису становништва из 2013. у насељу је живело 272 становника, а већину популације чинили су Бошњаци.

## Становништво
По последњем службеном попису становништва из 2013. године у насељу Шехерџик живело је 272 становника. Етничку већину у селу чинили су Бошњаци.
| Националност | 2013. | 1991.        | 1981.        | 1971.        |
| Бошњаци      | —     | 256 (74,42%) | 200 (73,80%) | 164 (75,93%) |
| Срби         | —     | 85 (24,71%)  | 50 (18,45%)  | 47 (21,76%)  |
| Хрвати       | —     | 0            | 0            | 4 (1,85%)    |
| Југословени  | —     | 0            | 14 (5,16%)   | 0            |
| остали       | —     | 3 (0,87%)    | 7 (2,58%)    | 0            |
| Албанци      | —     | 0            | 0            | 1 (0,46%)    |
| Укупно       | 272   | 344          | 271          | 216          |